# Magnetització
La magnetització o imantació d'un material és la densitat de moments dipolars magnètics:
{\displaystyle \mathbf {M} ={\frac {d\mathbf {m} }{dV}}}
En la majoria dels materials, la magnetització apareix quan s'aplica un camp magnètic a un cos. En uns quants materials, principalment els ferromagnètics, la magnetització pot tenir valors alts i existir fins i tot en absència d'un camp extern. També es pot magnetitzar un cos fent-lo girar.
El càlcul analític de la magnetització d'un cos és, en general, impossible, la qual cosa inclou casos tan simples com els electroimants en forma de barra o de ferradura. En certs casos en els quals el cos adopta una forma concreta és possible la solució analítica, com en un tor o en un anell completament arrossegat amb un conductor (anell de Rowland) o en esferes en camps uniformes; hi ha també situacions físiques en les quals són possibles certes simplificacions per a la seva resolució.

## Descripció macroscòpica
Per descriure la imantació es recorre a tres camps amitjanats en l'espai que descriuen de forma macroscòpica les càrregues en moviment, els moments magnètics quàntics i el camp d'inducció magnètica B:
- B és la mitjana del camp magnètic microscòpic (que es representa amb la mateixa lletra que el camp real).
- M es refereix als moments dipolars magnètics de les càrregues lligades.
- H és l'excitació magnètica i es refereix als corrents lliures i als pols magnètics. Encara que s'identifica amb el camp extern, el camp H pot tenir fonts al cos magnetitzat.

La relació entre aquests tres camps és:
{\displaystyle \mathbf {B} /\mu _{0}=\mathbf {H} +\mathbf {M} }
En un anell de Rowland, el camp M depèn del camp H, i estan relacionats per les susceptibilitats magnètiques:
{\displaystyle \mathbf {M} =\chi _{\mathrm {m} }\mathbf {H} }
Com que en general M i H no tenen la mateixa direcció, es pot definir la susceptibilitat a partir dels seus mòduls:
{\displaystyle \chi _{\mathrm {m} }=|\mathbf {M} |/|\mathbf {H} |}
Al seu torn B i H es relacionen de la següent manera:
{\displaystyle \mathbf {B} =\mu \mathbf {H} ,}
On μ és la permeabilitat magnètica del mitjà en el qual apareix el camp magnètic. És una equació constitutiva en la qual, segons el mitjà material pot ser una constant, un camp escalar dependent del temps i/o de la posició, un tensor en el cas dels materials anisòtrops o fins i tot ser indefinit. També depèn de la forma del cos, ja que la relació sol ser lineal en casos molt concrets, com barres infinites, esferes en camps uniformes i anells de rowland.
Si la magnetització és positiva, el camp magnètic es reforça en l'interior del material, tal com ocorre, per exemple, als paramagnets i als ferromagnets.
En canvi, si la magnetització és negativa, el camp magnètic es debilita a l'interior del material (com ocorre en els diamagnets). Als superconductors, la inducció magnètica B és nul·la, així que la magnetització ha de ser sempre de la mateixa magnitud i direcció que el camp magnètic H però en sentit invers.
El camp d'imantació es pot expressar pels seus efectes macroscòpics de dues formes:
- On té component tangencial, amb un corrent superficial. Formalment és rot M i contribueix al camp B.
- On té component normal, amb un pol magnètic. Formalment és -div M i contribueix al camp H.

## Descripció microscòpica
A nivell microscòpic solament hi ha càrregues en moviment, moments magnètics intrínsecs i el camp B. El camp M es pot determinar a partir de l'estructura microscòpica, però per això és necessari recórrer a la mecànica quàntica perquè en la mecànica clàssica els moments intrínsecs no tenen explicació i el moviment electrònic produeix una magnetització idènticament nul·la (les derivacions clàssiques que donen resultats no nuls no tenen en compte el moviment complet de tots els electrons).